# Отважный самурай
«Отважный самурай» (яп. 椿三十郎 Цубаки Сандзюро:) — кинофильм режиссёра Акиры Куросавы, вышедший на экраны в 1962 году. Экранизация романа Сюгоро Ямамото. Фильм является продолжением картины «Телохранитель».
Тосиро Мифунэ играет роль повидавшего виды бродячего самурая (ронина), который приходит на помощь группе молодых, напористых, но в то же время недалёких и неуверенных в себе воинов, спасая им жизни, рискуя собственной. Он помогает подавить злобу и противоречия в их собственном клане и тем самым меняет их устоявшиеся представления об истинном самурае.

## Описание
Группа молодых самураев собирается на тайное собрание в заброшенном храме в лесу и наивно рассуждает о том, что необходимо составить и осуществить заговор. Цель заговора — свергнуть находящегося у власти в клане старого камергера, которого глава клана оставил за главного, отправившись в длительный военный поход. Молодые самураи недовольны угрюмостью, скупостью и твердостью камергера в вопросах управления кланом. Им как будто сочувствует управляющий Кикуи, который на словах обещает им поддержку в осуществлении заговора.
В разгар тайного собрания самураи замечают, что их разговор был подслушан немолодым одиноким самураем-ронином (Мифунэ), который ночевал в том храме, где они собрались. Ронин как бы невзначай проводит анализ того, что слышал, и объясняет самураям, что, скорее всего, камергер честный и правдивый человек, пусть и скупой и уродливый, а вот управляющий лишь лицемерит. Затем обнаруживается, что храм окружен воинами клана, это означает, что ронин прав и управляющий собирается убить молодых самураев-заговорщиков. Становится ясно, что настоящий заговор устроил управляющий, который спровоцировал молодых самураев на выступление против скупого, но рационального и честного камергера, а сам хотел захватить власть. Опытный ронин решает помочь молодым и неопытным самураям, которых он хоть и презирает из-за их глупости, и прячет под полом храма, а сам обманывает воинов клана и их предводителя. Увидев, как мастерски ронин владеет мечом, предводитель воинов клана Ханбэй Мурото предлагает ему прийти и наняться на службу в клан. Позже ронин воспользовался этим предложением для очередного спасения молодых самураев, а также и для спасения старого камергера.
Позже молодые самураи по совету ронина прячутся в самом клане, в соседнем доме с дворцом правителя. Ронин объясняет им замысел — их никто не догадается искать прямо у себя под носом. Самураи узнают о том, что камергер и его семья арестованы управляющим. Вновь благодаря острому уму и мечу ронина им удается освободить жену и дочь камергера. Жена камергера спрашивает имя у столь опытного ронина, но бродячий самурай отказывается называть своё настоящее имя, вместо этого, смотря на дерево камелии, он представляется как Цубаки Сандзюро, что дословно означает «30-летняя камелия». Ронин фактически становится лидером группы самураев-заговорщиков. Он ведёт себя внешне равнодушно к остальным, ненавязчиво давая разумные советы, которые всегда оказываются верными. Цубаки также постоянно удерживает горячих и неопытных самураев от поспешных действий. При всём этом ронин частенько умудряется спать, зевать, и внешне вести себя очень расслабленно.
В итоге Цубаки Сандзюро, который внедрился в окружение управляющего с помощью приглашения Ханбэя Мурото, отсылает почти всех воинов клана по ложному следу преследовать самураев, а сам, руководя ими, способствует освобождению камергера и аресту управляющего и его сообщников.
После всех происшествий состоится встреча камергера, его семьи и той самой группы самураев. Все они ждут прихода ронина, спасшего их, который опаздывает. Со слов камергера зритель узнаёт, что предатели были наказаны: управляющий покончил жизнь самоубийством, а у его сообщников конфисковали семейные имена и уничтожили поместья, однако камергер сохранил им жизни. Ронин Цубаки Сандзюро так и не приходит на встречу, вместо этого он уходит своей дорогой, таким образом отказываясь остаться в клане и занять там почётное и высокое место. Жена камергера говорит самураям догнать ронина, что они выполняют. Однако камергер понимает, что этот великий ронин не вернётся, что он независимый воин и не может остаться работать на клан, что у него свой путь.
Самураи догоняют ронина и видят его стоящего рядом с Ханбэем Мурото. Разумный и опытный глава военных Ханбэй Мурото, которого ронину удавалось обманывать, чувствует себя одураченным и обесчещенным. Несмотря на то, что ронин высказывает Ханбэю своё уважение и нежелание биться, Ханбэй настаивает на обнажении мечей, иначе его честь не будет восстановлена и он не сможет спокойно жить дальше. Ронин просит не трогать молодых самураев, если сам погибнет. Однако он побеждает в поединке. Сандзюро злится, что убил человека, так сильно похожего на него самого. Таинственный ронин-одиночка, появившийся из ниоткуда, прощается с восхищёнными им самураями и уходит в никуда.

## В ролях
| Актёр              | Роль                |
| ------------------ | ------------------- |
| Тосиро Мифунэ      | Цубаки Сандзюро     |
| Тацуя Накадай      | Ханбэй Мурото       |
| Кэйдзю Кобаяси     | шпион               |
| Юдзо Каяма         | Иори Идзака         |
| Рэйко Дан          | Тидори, дочь Муцуты |
| Такаси Симура      | Курофудзи           |
| Каматари Фудзивара | Такэбаяси           |
| Такако Ириэ        | жена Муцуты         |
| Масао Симидзу      | Кикуи               |
| Юноскэ Ито         | Муцута              |